# Munich Machine
I Munich Machine sono stati un gruppo musicale attivo alla fine degli anni Settanta.

## Storia
Fondato dall'allora emergente Giorgio Moroder, annovera, tra gli autori più importanti, la figura di Pete Bellotte.
Il primo album esce nel 1977. Si tratta di una collaborazione con Giovanni Fenati, pianista che era specializzato in musica jazz.
Successivamente, viene pubblicato l'LP omonimo: Munich Machine. L'opera presenta il celebre brano Get on the Funk Train, una delle prime hit per il DJ bolzanino. Il disco rimane nella classifica statunitense degli album per quasi tutto l'anno. È stato realizzato in collaborazione con Donna Summer, la quale poco tempo dopo diventerà celebre per I Feel Love, canzone prodotta dagli stessi Moroder e Bellotte.
Il terzo lavoro, A Whiter Shade of Pale, fa esordire la cantante Christine Bennett, corista che interpreta lo stesso anno alcuni pezzi tratti dalla colonna sonora di Fuga di mezzanotte. Fra i musicisti più famosi, si ricorda anche il prezioso intervento del batterista Keith Forsey.

## Formazione
- Giorgio Moroder – produttore (1977-1979)
- Pete Bellotte – produttore (1977-1979)
- Christine Bennett – cantante, corista (1977-1978)
- Donna Summer – corista, testi (1977)
- Giovanni Fenati – pianista, arrangiatore (1977)
- Keith Forsey – batterista (1977-1978)

## Discografia
- 1977 – Disco Symphony
- 1977 – Munich Machine
- 1978 – A Whiter Shade of Pale
- 1979 – Body Shine